# Sidelong
Sidelong è il secondo album in studio del gruppo musicale statunitense Ui, pubblicato nel settembre 1996 dalla Southern Records.

## Tracce
1. August Song
2. The Long Egg
3. Sexy Photograph
4. Top Request
5. Golden Child
6. The Piano
7. Painted Hill
8. Drive Towards the Smoke
9. Butterfly Who
10. Johnny